# Čata
Čata (maďarsky Csata) je obec na Slovensku v okrese Levice. V obci žije přibližně 1 000 obyvatel. První písemná zmínka o obci pochází z roku 1386. Nachází se 35 kilometrů od Levic a 21 kilometrů od města Štúrovo. Je zde základní škola Gábora Barosse s vyučovacím maďarským jazykem.

## Doprava
V železniční stanici Čata je křížení dvou železničních tratí, a to:
- Železniční trať Štúrovo–Levice (trať č. 152)
- Železniční trať Zvolen–Čata (trať č. 153)

## Pamětihodnosti
- V obci stojí římskokatolický kostel svatého Jana Křtitele z roku 1958.
- Do správního území obce zasahuje část přírodní rezervace Bíňanský rybník.